# Microbryum starckeanum
Microbryum starckeanum là một loài Rêu trong họ Pottiaceae. Loài này được (Hedw.) R.H. Zander mô tả khoa học đầu tiên năm 1993.